# Особо охраняемые природные территории Азербайджана
Особо охраняемые природные территории Азербайджана(ООПТ)— участки земли, водной поверхности и воздушного пространства над ними, где располагаются природные комплексы и объекты, которые имеют особое природоохранное, научное, культурное, эстетическое, рекреационное и оздоровительное значение, которые изъяты решениями органов государственной власти полностью или частично из хозяйственного использования и для которых установлен режим особой охраны.  Обладает уникальным набором ландшафтных комплексов: от пустынь до высокогорий и экосистем внутренних морей. В условиях нарастающих темпов экономического развития страны и усиления использования природных ресурсов актуальным становится вопрос дальнейшего совершенствования системы территориальной охраны природы. Те же условия определяют необходимость дальнейшего развития особо охраняемых природных территорий Азербайджанской Республики (далее — ООПТ), как действенной системы сохранения биологического разнообразия государства.

## ООПТ Азербайджана
38 специально охраняемых природно-территориальных единиц (заповедников, национальных парков и заказников) и составляющих 8 % территории страны с общей площадью 593,11 тыс. га. Их организация и юридическое состояние регулируются Законами Азербайджанской Республики “Об охране окружающей среды “ (1999), “О животном мире” (1999), “О специально охраняемых  природных территориях и объектах” (2000) и “Об охоте” (2004).

## Заповедники
Государственный природный заповедник — особо охраняемая природная территория со статусом природоохранного и научного учреждения, целью деятельности которого являются сохранение и изучение на его территории естественного хода природных процессов и явлений, объектов растительного и животного мира, отдельных видов и сообществ растений и животных, типичных и уникальных экологических систем и их восстановление.

## Национальные парки
Государственный национальный природный парк — особо охраняемая природная территория со статусом природоохранного и научного учреждения, предназначенная для сохранения биологического и ландшафтного разнообразия, использования в природоохранных, эколого — просветительных, научных, туристских и рекреационных целях уникальных природных комплексов и объектов государственного природно-заповедного фонда, имеющих особую экологическую, научную, историко-культурную и рекреационную ценность.
1. Ордубадский	Национальный Парк имени академика Гасана Алиева
2. Ширванский Национальный Парк
3. Аггелъский Национальный Парк
4. Гирканский Национальный Парк
5. Алтыагаджский Национальный Парк
6. Абшеронский  Национальный Парк

## Государственные природные заповедники
На территории государственных природных заповедников полностью изымаются из хозяйственного использования особо охраняемые природные комплексы и объекты (земля, водные объекты, недра, растительный и животный мир), имеющие природоохранное, научное, эколого-просветительское значение, как образцы естественной природной среды, типичные или редкие ландшафты, места сохранения генетического фонда растительного и животного мира.

## Государственные природные заказники
Государственными природными заказниками являются территории (акватории), имеющие особое значение для сохранения или восстановления природных комплексов или их компонентов и поддержания экологического баланса.

## Специально охраняемые природные объекты
К объектам природных памятников на территории Азербайджанской Республики относятся характерные ландшафты для конкретной географической зоны или их отдельные свойства, ценные лесные участки, избранные по редкостному видовому составу и являющиеся эталоном местных групп деревьев, места распространения эндемических растений и, подвергшихся опасности исчезновения, многолетние растения, а также геологические объекты, пещеры, палеонтологические остатки, озера и др. Здесь имеются многовековые деревья, лесные участки площадью 15097,5 га, 37 геологических и палеонтологических комплексов и места скопления подземных вод (родники).